# Еммануель Дегре дю Лу
Еммануе́ль Дегре́ дю Лу (фр. Emmanuel Desgrées du Loû; 1867—1933) — французький юрист і журналіст, медіавласник.
Християнський активіст, агітував за католицький рух Згуртування. Він керував кількома журналами та був співзасновником великої регіональної щоденної газети L'Ouest-Éclair. Як піонер християнської демократії у Франції, він був причетний до створення Народно-демократичної партії.

## Біографія

Герб родини Дегре дю Лу.

Походив з давньої бретонської родини Дегре дю Лу. Еммануель був сином Анрі Дегре дю Лу, офіцера, та Філомен Гоббе де Ла Годіне . Його брат — майбутній полковник Ксав'є Дегре дю Лу, герой Першої світової війни.
Еммануель вивчав право, потім влаштувався до військово-морського комісіаріату, де він був учнем-комісаром у 1889 році, і помічником комісара (1891).
Він звільнився у 1892 році і став адвокатом у Бресті. Там він швидко став відомим, зокрема завдяки своїй громадській та релігійній діяльності. Він працював у журналі L'Univers, а також у газеті La Justice Sociale. Він також пов'язаний з християнським політиком Альбертом де Муном, а також з отцем Гайро та заснував у 1894 році Католицький робітничий комітет Бреста.
Він був засуджений у 1897 році під час парламентських виборів через бюлетені, надруковані на його ім'я. Він агітував за католицький рух Згуртування у Бретані. Він познайомився з отцем Феліксом Трошу та отцем Кублетом і разом з ними розвивав соціальні роботи, такі як сільськогосподарські спілки та сільські фонди.
У 1898 році Еммануель Дегре дю Лу керував кількома журналами в Ренні, включно з L'Écho de l'Ouest, L'Écho de la mer, Le Dolois. Він запропонував ідею регіональної щоденної газети. Зібрав 86 000 франків і заснував газету L'Ouest-Éclair разом з абатом Трошю. Перший номер вийшов у Ренні 2 серпня 1899 року. У своїй редакційній статті він заявляв, що відкидає сектантство та хоче сприяти соціальній справедливості, єдності та релігійному миру.
Він привів L'Ouest-Éclair до перших місць у регіональній пресі та був її політичним директором до своєї смерті в 1933 році.
Він є батьком Франсуа Дегре дю Лу (1909—1985), борця опору, співзасновника газети Ouest-France, і Магдлен Дегре дю Лу (1896—1991), яка вийшла заміж за Поля Гутіна-Дегре (1888—1975), борця опору, співзасновник Ouest-France та регіонального депутата.